# Ёлва (приток Лобвы)
Ёлва — река в России, протекает по Свердловской области. Устье реки находится в 138 км по правому берегу реки Лобва. Длина реки составляет 48 км, площадь водосборного бассейна — 268 км².
В 17 км по левому берегу впадает река Ройка.

## Данные водного реестра
По данным государственного водного реестра России относится к Иртышскому бассейновому округу, водохозяйственный участок реки — Тавда от истока и до устья, без реки Сосьва от истока до водомерного поста у деревни Морозково, речной подбассейн реки — Тобол. Речной бассейн реки — Иртыш.
Код объекта в государственном водном реестре — 14010502512111200011031.